# Lort
De Lort is een rivier in de regio Goldfields-Esperance in West-Australië.
John Septimus Roe vernoemde de rivier de Lort en de inham 'Stokes Inlet' naar zijn vriend admiraal John Lort Stokes tijdens een expeditie in 1848.
De Lort ontstaat in het nationaal park Peak Charles en stroomt ongeveer 130 kilometer zuidwaarts, alvorens in 'Stokes Inlet' en verderop in de Indische Oceaan uit te monden.
Sinds de jaren 1950 is 60% van het stroomgebied van de Lort ontbost, vooral aan de benedenloop. De rivier stroomt zeer onregelmatig en in droge jaren soms amper. Er staan wel steeds waterpoelen in de rivier, sommige gevoed door waterbronnen. De oeverbegroeiing is op vele plaatsen verdwenen en de waterpoelen hebben last van verzanding en eutrofiëring. De rivier is van nature zout, doordat in het stroomgebied van de bovenloop verscheidene zoutmeren liggen.